# جانباتیستا بارونکلی
جانباتیستا بارونکلی (ایتالیایی: Gianbattista Baronchelli؛ زادهٔ ۶ سپتامبر ۱۹۵۳) دوچرخه‌سوار اهل ایتالیا است.

## باشگاهی
از باشگاه‌هایی که در آن رکاب زده‌است می‌توان به تیم دوچرخه‌سواری بیانکی اشاره کرد.
وی در مسابقات کشوری و بین‌المللی در مجموع برندهٔ ۱ مدال نقره شده‌است.